# FK Bunyodkor Tashkent
El FK Bunyodkor Taixkent (uzbek Bunyodkor, ciríl·lic: Бунёдкор; rus Бунёдкор) és un club de futbol Uzbek de la ciutat de Taixkent.

## Història
Bunyodkor significa "creador" en idioma uzbek. El club va ser creat el 6 de juliol de l'any 2005 amb el nom de Neftgazmontaj-Quruvchi, sovint abreujat Kuruvchi (en uzbek "constructor"). Començà jugant el campionat de la regió de Taixkent fins que ascendí a la segona divisió del país, que guanyà el mateix any, ascendint a la primera categoria la temporada 2007-2008.
L'agost de 2008 canvià el seu nom per l'actual, Bunyodkor.
El club té una bona relació amb el FC Barcelona, amb qui disputà partits amistosos a Taixkent i concertà entrenaments al Camp Nou. Diversos jugadors del Barça també hi van fer uns clínics de formació, Andrés Iniesta i Carles Puyol, juntament amb Cesc Fàbregas.
El setembre del 2008 fitxà al brasiler Rivaldo, així com entrenadors brasilers importants, com Zico i el 2009 Luiz Felipe Scolari.

## Palmarès
- Lliga uzbeka de futbol:[7]
  - 2008, 2009, 2010, 2011, 2013

- Copa uzbeka de futbol:[8]
  - 2008, 2010, 2012, 2013

## Entrenadors
| Any          | Entrenador          |
| ------------ | ------------------- |
| 2009-present | Luiz Felipe Scolari |
| 2009         | Hikmat Irgashev     |
| 2009         | Amet Memet          |
| 2008-2009    | Zico                |
| 2007-2008    | Mirdjalal Kasimov   |